# Linda Fiorentino
Linda Fiorentino (nome artístico de Clorinda Fiorentino, Filadélfia, 09 de março de 1960) é uma atriz ítalo-estadunidense.
Notabilizou-se por seus papéis em filmes como The Last Seduction (O Poder da Sedução), After Hours (Depois de Horas), Dogma e Men in Black (Homens de Preto).